# Municipio de Cache (condado de Woodruff)
El municipio de Cache (en inglés: Cache Township) es un municipio ubicado en el condado de Woodruff en el estado estadounidense de Arkansas. En el año 2010 tenía una población de 127 habitantes y una densidad poblacional de 0,99 personas por km².

## Geografía
El municipio de Cache se encuentra ubicado en las coordenadas 35°9′29″N 91°13′5″O / 35.15806, -91.21806. Según la Oficina del Censo de los Estados Unidos, el municipio tiene una superficie total de 127.96 km², de la cual 127,42 km² corresponden a tierra firme y (0,42 %) 0,54 km² es agua.

## Demografía
Según el censo de 2010, había 127 personas residiendo en el municipio de Cache. La densidad de población era de 0,99 hab./km². De los 127 habitantes, el municipio de Cache estaba compuesto por el 81,89 % blancos, el 15,75 % eran afroamericanos y el 2,36 % eran de una mezcla de razas. Del total de la población el 0 % eran hispanos o latinos de cualquier raza.